# أشلي كولمان
أشلي كولمان (بالإنجليزية: Ashley Coleman)‏ هي متسابقة ملكة الجمال أمريكية، ولدت في 14 يونيو 1981 في كامدن في الولايات المتحدة.